# Draconarius sichuanensis
Draconarius sichuanensis är en spindelart som beskrevs av Wang och Jäger 2007. Draconarius sichuanensis ingår i släktet Draconarius och familjen mörkerspindlar. Inga underarter finns listade i Catalogue of Life.